# Исландска круна
Круна (исландски: króna) је званична валута на Исланду. Попут других истоимених скандинавских валута њено име значи - круна. Међународни код је “ISK”.
Исландска круна се одвојила од данске круне након распада Скандинавске Монетарне Уније пред почетак Првог светског рата и исландске аутономије 1918. и независности 1944. Од 1961. круну контролише Централна Банка Исланда. Круна је замењена новом круном 1981.
Предвиђена инфлација круне за 2014. годину је 1%.
Једна круна се састоји од 100 аурара. Аурари се не користе већ годинама а од 2002. се не производе.
Постоје новчанице од 10000, 5000, 2000, 1000 и 500 круна као и ковани новац у износима од 100, 50, 10, 5 и 1 круне.